# Tatort: Der Wächter der Quelle
Der Wächter der Quelle ist ein Fernsehfilm aus der Krimireihe Tatort. Der für den ORF unter der Regie von Holger Barthel produzierte Beitrag wurde am 8. August 2004 erstgesendet. Es ist die 572. Tatortfolge und der 11. Fall des österreichischen Chefinspektors Moritz Eisner, gespielt von Harald Krassnitzer.

## Handlung
In St. Johann wird feierlich der erste Spatenstich zur Nutzung einer Heilquelle vorgenommen. Mitten in der Zeremonie erscheint die Polizistin Barbara Trenkwalder, die den Tod eines alten Mannes aufklären will, der vor drei Tagen in der Nähe der Quelle zu Tode kam. Dem Bürgermeister gefällt dies überhaupt nicht. Da er keinerlei negative Presse wünscht, droht er ihr. Kurzerhand wendet sich die Polizistin an Moritz Eisner und bittet ihn um Unterstützung. Zusammen versuchen sie das Geschehene zu rekonstruieren. Hermann Wegscheider hatte sich von Anfang an gegen jeglichen Raubbau an der Natur gestellt und wollte daher auch die industrielle Nutzung der Quelle verhindern, da der Bau einer modernen Abfüllanlage einen großen Eingriff in das Ökosystem seiner Heimat bedeuten würde. Seit Monaten hatte er ein Zeltlager an der Quelle aufgeschlagen, um sie zu bewachen. Die dreizehnjährige Maria Kaindl hatte den alten Mann häufig besucht und ihn dann eines Tages tot aufgefunden.
Die Ermittler halten es für sehr wahrscheinlich, dass Hermann Wegscheider als unliebsamer Zeitgenosse und Störenfried aus dem Weg geräumt wurde. Zu beweisen wäre nur, wer zum Mörder an dem alten Mann wurde. Verdächtige gibt es viele. Die Quelle gehört aufgrund der Grundstücksverhältnisse Reinhard Gasser, der mithilfe des Investors Abdellatif al Sayeed vorhatte, eine große Abfüllanlage für das neue Heilwasser zu bauen. Der Bürgermeister sah darin einen großen wirtschaftlichen Aufschwung für seinen Ort und war von Wegscheiders Aktionen wenig begeistert. Auch Marias Vater, Peter Kaindl, hatte Vorteile von der neuen Lage. Er und viele andere Bauern erhielten Ausgleichszahlungen der Quellennutzer, da sie ihre Felder nicht mehr düngen durften, um das Wasser rein zu halten. Diese Gelder waren eine sichere Einnahmequelle, die sie sich ungern wieder nehmen lassen wollten. Kaindl räumt ein, den alten Wegscheider deshalb auch unter Druck gesetzt und verprügelt zu haben.
Die Obduktion des Toten ergibt, dass das Opfer ertrunken ist und der Körper eine sehr hohe Dosis Morphium aufweist, die sich die Ermittler durch seine Krebserkrankung erklären. Die Ärztin erklärt ihnen jedoch, dass er das Mittel nicht einnehmen wollte, das sie ihm verschrieben hatte. Daher vermuten Eisner und Trenkwalder, dass es ihm jemand verabreicht hat, um einem schnellen Tod nachzuhelfen. So findet Eisner heraus, dass Gassers Eltern eine Apotheke in Innsbruck betreiben und dort vor einiger Zeit genau das Morphiumpräparat abhandengekommen ist, das Wegscheider verschrieben bekommen hatte. Damit wird Reinhard Gasser zum Hauptverdächtigen, der allerdings vehement leugnet, mit dem Tod des alten Mannes zu tun zu haben. Unerwartet entlastet ihn die Aussage von Maria Kaindl. Sie berichtet den Polizisten von einer großen Prügelattacke zahlreicher Männer des Ortes, die sich zusammengerottet hatten, um ihn zum Aufgeben zu bewegen. Maria hatte das alles beobachtet, da sie frühmorgens ihren Vater aus dem Haus gehen sah und ihm nachgelaufen ist. Da Wegscheider seine Schmerzen nun doch mit Tabletten lindern wollte, hatte er eine gesamte Packung eingenommen, die dann offensichtlich zum Tode führte. Eisner und Trenkwalder können nur, aufgrund von Marias Aussage, die von ihr identifizierten Männer wegen Körperverletzung anklagen.

## Hintergrund
Die Dreharbeiten erfolgten in St. Johann in Tirol.

## Rezeption

### Einschaltquoten
Die Erstausstrahlung von Der Wächter der Quelle erfolgte am 8. August 2004. Sie wurde in Deutschland von 5,61 Millionen Zuschauern gesehen und erreichte einen Marktanteil von 22,9 Prozent für Das Erste.

### Kritiken
„Spannungsfreier Fall in hübscher Bergkulisse“, befanden die Kritiker von TV Spielfilm. Ansonsten stellen sie fest: „In Österreich gehen die Uhren etwas langsamer sagt man. Das muss ja nichts Schlechtes sein. Aber dieser Alpenkrimi ist nun wirklich extra-schnarchig.“